# Marjaavaan
Pour plus de détails, voir Fiche technique et Distribution.
Marjaavaan (littéralement « Je vais mourir ») est un film d'action romantique indien en hindi, réalisé par Milap Zaveri, avec comme acteurs principaux : Ritesh Deshmukh, Sidharth Malhotra, Tara Sutaria et Rakul Preet Singh.

## Synopsis
Raghu (Sidharth Malhotra) est un voyou, mais il est loyal envers le chef local qui contrôle la mafia de l'eau à Mumbai.
Raghu tombe amoureux de Zoya (Tara Sutaria), une fille musicienne du cachemire. Vishnu qui est jaloux et complexé par sa petite taille car il ne mesure qu'un mètre, essaie de le discréditer.
Il s'ensuit une série de situations tragiques et poignantes où Raghu échappe à un enlèvement, à la mort, et il doit constamment déjouer les pièges et attaques que Vishnu lui tend. 
Il doit sauver Zoya qui a été témoins des malversations de Vishnu, et là s'enchaine une série de rebondissements. Mais à la fin, victime d’un chantage et dans une situation cornélienne, il est obligé de tuer celle qu’il aime.

## Fiche technique
- Producteurs : Bhushan Kumar, Krishan Kumar, Divya Khosla Kumar, Monisha Advani, Madhu Bhojwani et Nikkhil Advani
- Durée : 135 minutes[2]

## Distribution
- Ritesh Deshmukh : Vishnu
- Sidharth Malhotra: Raghu
- Tara Sutaria : Zoya
- Rakul Preet Singh : Aarzoo
- Nassar
- Shaad Randhawa
- Ravi Kishan
- Varinder Singh Ghuman
- Bikramjeet Kanwarpal
- Godaan Kumar
- Alina Kazi : Payal
- Swati Seth : le copain de Zoya
- Nora Fatehi (apparition spéciale dans la chanson Ek Toh Kum Zindagani[3],[4])

## Tournage
La prise de vue principale du film a commencé le 7 décembre 2018, lorsque Malhotra a partagé sa photo sur son compte Instagram officiel. Le deuxième programme, prévu pour la mi-janvier, se termina en mars. Sidharth Malhotra tourne avec une dizaine de collaborateurs. « L'équipe de cascadeurs a voulu le doubler car il était prévu que le dos et l'épaule de Sidharth prenne feu, mais celui-ci a insisté pour faire la scène lui-même afin d'être plus authentique et de rester fidèle à son personnage, ». Siddharth a terminé sa partie, à l'exception des chansons, le 15 mars 2019. Il a annoncé la nouvelle en publiant une photo avec son équipe accompagnée d'un message sincère. En novembre 2019, Ritesh Deshmukh révéla que Shahrukh Khan avait aidé l'équipe de production à réaliser certains plans d'effets spéciaux pour le premier rôle en tant que nain.

## Commercialisation et diffusion
Sidharth Malhotra a partagé l'affiche officielle du film le 30 octobre 2018, annonçant la date de sortie au 8 novembre 2019. Le 5 août 2019, Malhotra a annoncé que la sortie du film était retardée pour éviter un conflit avec le film à gros budget War de Siddharth Anand mettant en vedette Tiger Shroff et Hrithik Roshan, mais la date de sortie n'a pas été confirmée. Le 23 août 2019, la première affiche a été dévoilée par Malhotra, donnant la date de sortie au 8 novembre 2019. Le 3 septembre, une deuxième affiche a été dévoilée, indiquant que la date de sortie du film est avancée au 8 novembre. Le 10 octobre, il a annoncé que la nouvelle date de sortie du film serait le 15 novembre 2019.
Le film est sorti le 15 novembre 2019 après que la date de sortie a été avancée d'une semaine pour permettre la sortie de Bala. 

## Accueil de la critique
Khaleej Times a classé le film 1,5 étoile sur 5 et a déclaré : « Marjaavan manque des quelques nuances qui caractérisent un véritable arstiste masala de Bollywood auquel il aspire, bien qu'il en ait  tous les ingrédients. L'intrigue est faible et pleine de clichés, ainsi que les bons dialogues qui auraient dû impressionner mais qui finissent par sonner creux, ne sont qu'une partie du problème ».
The Times of India a classé le film 2,5 étoiles sur 5 et a commenté : « Marjaavaan tente de cocher toutes les cases pour une saga émotionnelle en montagne russe, mais son exécution datée est peu convaincante ».
Mumbai Mirror a classé le film 2 étoiles sur 5 et a déclaré : « Ce Sidharth Malthotra, Riteish Deshmukh et Tara Sutaria-starrer est un film assez ennuyant ».
Scroll.in a classé le film 2 étoiles sur 5 et a écrit : « C'est un flashback de Bollywood des années 1980 avec des personnages stéréotypés ».

## Bande sonore
La musique du film est composée par Tanishk Bagchi, Meet Bros et Payal Dev avec des paroles écrites par Kumaar, Tanishk Bagchi, Kunaal Vermaa, Manoj Muntashir, AM Turaz et Rashmi Virag. La deuxième chanson, Ek Toh Kum Zindagani, est une reprise de la chanson Pyar Do Pyar Lo du film Janbaaz. Il s'agit d'une seconde reprise de la chanson après Thank You d'Anees Bazmee, qui a été composée par Pritam,. La quatrième chanson, Haiya Ho, est une reprise de Chahe Meri Jaan Tu Le Le, une chanson de Dayavan. Il y avait une chanson, Peeyu Datke, mettant en vedette Nushrat Bharucha, qui a été retirée au montage final.
| 1. | Tum Hi Aana               | Jubin Nautiyal (en)                         | 4:09 |
| 2. | Ek Toh Kum Zindagani      | Neha Kakkar, Yash Narvekar (en)             | 3:10 |
| 3. | Thodi Jagah               | Arijit Singh                                | 3:38 |
| 4. | Haiya Ho                  | Tulsi Kumar, Jubin Nautiyal (en)            | 2:50 |
| 5. | Kinna Sona                | Jubin Nautiyal (en), Dhvani Bhanushali (en) | 4:33 |
| 6. | Raghupati Raghav Raja Ram | Palak Muchhal (en)                          | 3:28 |